# Claudia Gerini
Claudia Gerini, född den 18 december 1971 i Rom, är en italiensk skådespelare och sångare.
Gerini har bland annat medverkat i filmen Dold identitet där hon spelade en av huvudrollerna Valeria Adacher. i TV-serien Sara: Kvinnan i skuggorna spelade hon Teresa även det en av huvudrollerna. 

## Filmografi (i urval)
- 2006 – Dold identitet
- 2012 – Labyrinten (TV-serie)
- 2017 – Ammore e malavita
- 2017 – John Wick: Chapter 2
- 2025 – Sara: Kvinnan i skuggorna (TV-serie)